# Rekolekci
Rekolekci (Ordo Fratrum Minorum Reccolectorum) − franciszkański ruch odnowy w łonie Zakonu Braci Mniejszych, sięgający początkami 1533 r., który w 1579 r. uzyskał wewnętrzną autonomię. Rekolekci skupiali się wokół klasztorów-pustelni zwanych klasztorami rekolekcyjnymi. Rozwinęli się zwłaszcza we Francji, Anglii, Niderlandach i w krajach niemieckich. Kres ich samodzielności położyła Unia Leoniańska po 1897.